# مجزرة شاوا

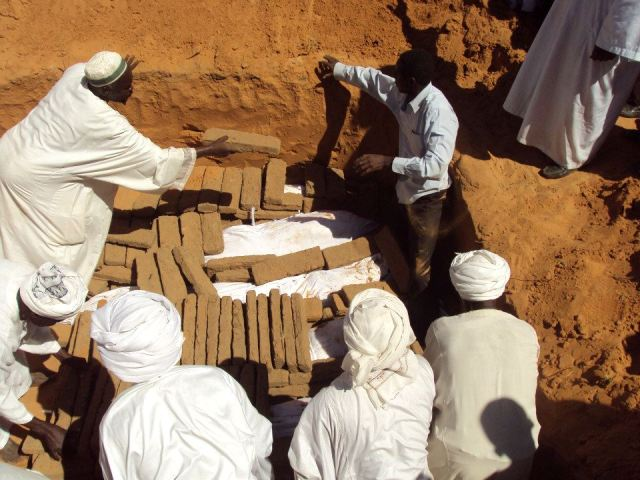
دفن جثث ضحايا مجزرة شاوا بمدينة الفاشرفي السودان

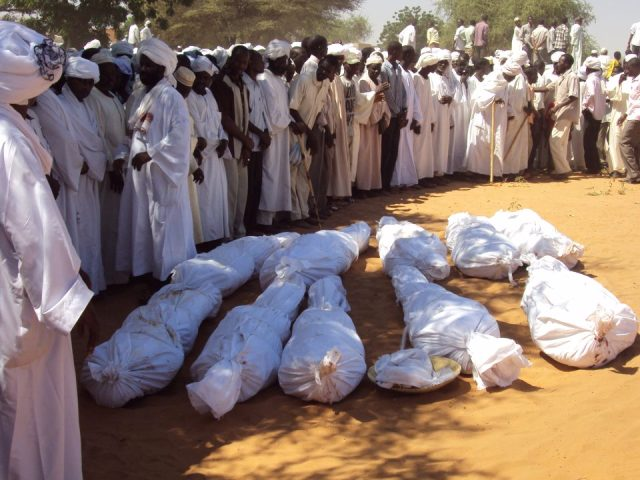
أداء طقوس الصلاة على الجثث قبل دفنها بالطريقة الإسلامية

مجزرة شاوا و أحيانا يتم تعريفها في الإعلام الرسمي السوداني باسم أحداث شاوا، وقعت في الثاني من نوفمبر 2012عندما قامت مليشيات مدعومة من الحكومة السودانية( بحسب تأكيدات أهالي الضحايا ) بالهجوم على قرية ( سجيلي )الواقعة في منطقة شاوا على بعد 40 كلم من مدينة الفاشر في شمال دارفور، مما أدى إلى مقتل وإصابة مدنيين بالإضافة إلى الاختطاف ونزوح بعض الأهالي.

## التفاصيل
في يوم الجمعة الموافق 2 نوفمبر 2012 قامت مجموعة تقود أربعة سيارات مزودة بالدوشكا، بالإضافة إلى 29 آخرين على يمتطون الجمال جاءو من منطقة كلمندو التي تتمركز فيها عدد من المليشيات الداعمة للحكومة السودانية  حاصروا القرية من أربعة جهات وقاموا بفتح النار عند الساعة الثامنة صباحاً  ، أسفر الهجوم عن مقتل 13 شخصاً بالإضافة إلى فقدان بعض المواطنين أو اختطافهم بحسب تعبير ممثلة بعثة الاتحاد الأفريقي والأمم المتحدة، وإحراق عدد من مباني القرية ونفوق كثير من البهائم حسب تقرير بعثة الأمم المتحدة لدارفور  معظم الأهالي الذين نزحوا من المنطقة توجهوا إلى مدينة الفاشر أو إلى معسكر زمزم للنازحين، المجموعة التي وصلت الفاشر بما تبقى من مواشيهم تجمعوا فوراً بالإضافة إلى أقاربهم المقيمين بالفاشر والمتعاطفين معهم في أحد الميادين العامة في حي الثورة بمدينة الفاشر ثم ساروا بإتجاه مقر رئاسة بعثة الأمم المتحدة والاتحاد الأفريقي المشتركة المعروفة اختصاراً باليوناميد وقدموا شكواهم وطالبوا بإجراء تحقيق واتهموا القوات الموالية للحكومة بقيادة عمر حامد بتنفيذ الهجوم كما طلبوا من قوات الديوناميد تأمين مراسم تشييع ودفن الجثث العشرة التي جاءوا بها معهم والتي ورد في تقرير الغتحاد الأفريقي وا لأمم المتحدة أن آثار التعذيب كانت واضحة عليها وبعض الجثث كانت مشوهة تماماً، وبالفعل قامت شرطة بعثة الأممم المتحدة والاتحاد الأفريقي بتأمين مراسم الدفن، بعد ذلك نفذوا غعتصاماً مفتوحاً بميدان عام بمدينة الفاشر للمطالبة بفتح تحقيق في الأحداث وتقديم المتورطين للعدالة وقد قالت الحكومة السودانية أنها قد ألقت القبض على بعض المتورطين وتم إحالة ملف التحقيق إلى مدعي عام جرائم دارفور، وصف أحد قيادات الإدارة الأهلية بمعسكرات النازحين هذا الإجراء بانه قتل للقضية وتمييع لها ، بينما تعهد محمد عثمان يوسف كبر والي ولاية شمال درافور أن يتم تقديم من يثبت تورطه إلى المحاكمة العادلة 

## قائمة بأسماء الضحايا
- محمد احمد ادم.
- عمر احمد ادم.
- عمر اسحق ادريس.
- إبراهيم احمد ادريس.
- احمد مندي عيسي.
- عبد الرحمن بخيت عيسي.
- حسن الطاهر.
- عبد الرحيم احمد محمد.
- حامد نصر وادي.
- محمد علي حسب النبي.

11/ طفل في عمر شهور لم يتم التعرف على هويته .

بالإضافة إلى المختطفين 
- عاطف احمد بن سليمان
- مختار هارون سليمان
- إبراهيم عمر آدم
- عبد الباقي آدم هارون
- زكريا أحمد عمر .

فريق التفتيش الذي استطاع الوصول للمنطقة بعد عدة اعتراضات من قوات الدفاع الشعبي التابعة للحكومة ذكر في تقريره أن عدد النازحين 1000 تقريبياً أو 140 أسرة، كما أشار إلى أنه وجد القرية خالية تماماً من السكان والمباني محترقة بالإضافة إلى جيف الحيوانات النافقة من جمال وغنم و أبقار .

## المواقف السياسية من المجزرة
أصدرت الخارجية الفرنسية بياناً أدانت فيه المجزرة وطالبت بفتح التحقيق العادل وتقديم المتورطين للعدالة، كما انتقدت اعتراض طريق لجنة التحقيق المشتركة التي تحركت لموقع الحدث، 

داخليا أدانت المعارضة السودانية العسكرية والمدنية المجزرة، كما أصدرت عدد من الحركات المسلحة بيانات أدانت المجزرة وطالبت بالتحقيق وحملت الحركات الدارفورية الموقعة على إتفاقية الدوحة بقيادة التجاني السيسي المسؤولية عن أرواح الضحايا وكذلك أدانت بعض الحركات موقف اليوناميد ووصفتها بانها عاجزة عن تنفيذ مهمتها وهي حفظ السلام وحماية المدنيين . 

و كذلك الحركات الشبابية السودانية المختلفة أدانت المجزرة، وعدد من المنظمات المدنية والروابط الاجتماعية لأبناء دارفور بالسودان وخارجه .